# آلوپن
آلوپن (انگلیسی: Alopen; ۱ ژانویهٔ ۰۶۰۰ – ۱ ژانویهٔ ۰۷۰۰) مبلغ مذهبی مسیحیت، کشیش، و مترجم اهل دودمان تانگ بود.